# Synapturanus rabus
Synapturanus rabus és una espècie de granota que viu a Colòmbia, Equador i, possiblement també, al Brasil i el Perú.
Està amenaçada d'extinció per la pèrdua del seu hàbitat natural.